# Нікта Есфандані
Нікта Есфандані (перс. نیکتا اسفندانی, нар. 12 травня 2005 — пом. 25 листопада 2019, Тегеран) — іранська протестувальниця, одна із загиблих під час протестів в Ірані в листопаді 2019 року.

## Загибель
Нікта Есфандані була застрелена 25 листопада 2019 року на вулиці Сатархан у Тегерані. IRIB транслював інтерв'ю з батьком, в якому він заперечував, що він «антирежимний».
Однак родина Нікти на своїй сторінці в Instagram висловила сподівання, що «кров їхньої невинної дочки не залишиться без відповіді».
Тіло Нікти Есфандані поховано в Тегерані 29 листопада 2019 року.